# 25760 Annaspitz
25760 Annaspitz este un asteroid din centura principală de asteroizi.

## Descriere
25760 Annaspitz este un asteroid din centura principală de asteroizi. A fost descoperit pe 30 ianuarie 2000 în cadrul proiectului CSS. Asteroidul prezintă o orbită caracterizată de o semiaxă mare de 2,57 ua, o excentricitate de 0,28 și o înclinație de 5,4° în raport cu ecliptica.